# Władysław Machejek
Władysław Machejek, ps. „Leśniak” (ur. 25 lutego 1920 w Chodowie, zm. 21 grudnia 1991 w Krakowie) – polski pisarz, publicysta i działacz komunistyczny, poseł na Sejm PRL II, III, IV i V kadencji.

## Życiorys
Syn Jakuba i Franciszki. W latach 1936–1938 działał w Komunistycznym Związku Młodzieży Polski. W czasie II wojny światowej współorganizował Gwardię Ludową, a następnie Armię Ludową. Od 1942 był działaczem Polskiej Partii Robotniczej.
Jako żołnierz Armii Ludowej 8 września 1944 po bitwie pod Rząbcem dostał się do niewoli Brygady Świętokrzyskiej Narodowych Sił Zbrojnych. Jako jeniec wstąpił w jej szeregi i przez kilka dni był ordynansem podpułkownika Antoniego Szackiego dowódcy Brygady. Następnie zbiegł z szeregów Brygady. W 1945 był sekretarzem powiatowym PPR w Nowym Targu oraz przewodniczącym Powiatowej Rady Narodowej w Miechowie.
Uzyskał wykształcenie wyższe niepełne. Był redaktorem naczelnym: od 1945 do 1946 „Głosu Pracy”, w latach 1946–1948 „Echa Krakowa”, w 1950 „Dziennika Literackiego”, a w okresie 1952–1989 „Życia Literackiego”. W 1953 podpisał rezolucję Związku Literatów Polskich w sprawie procesu krakowskiego.
W 1948 wraz z PPR przystąpił do Polskiej Zjednoczonej Partii Robotniczej, z ramienia której był posłem na Sejm czterech kadencji (w latach 1957–1972). Był też delegatem na III, IV, V, VI, VII i VIII Zjazd partii. Od listopada 1968 do grudnia 1971 był zastępcą członka Komitetu Centralnego PZPR, później dwukrotnie zasiadał w Centralnej Komisji Rewizyjnej partii. Pomimo zaangażowania komunistycznego drukował pisarzy objętych cenzurą, takich jak Czesław Miłosz. Przewodniczył krakowskiemu okręgowi Związku Bojowników o Wolność i Demokrację, od 1969 był także członkiem Zarządu Głównego tej organizacji. W 1983 został wybrany w skład Krajowej Rady Towarzystwa Przyjaźni Polsko-Radzieckiej. 28 listopada 1988 wszedł w skład Honorowego Komitetu Obchodów 40-lecia Kongresu Zjednoczeniowego PPR-PPS – powstania PZPR.
W 1969 otrzymał, pierwszy raz przyznaną, dziennikarską Nagrodę im. Bolesława Prusa.
Został pochowany na Cmentarzu Prądnik Czerwony (kwatera CLXXXVIII-6-7).

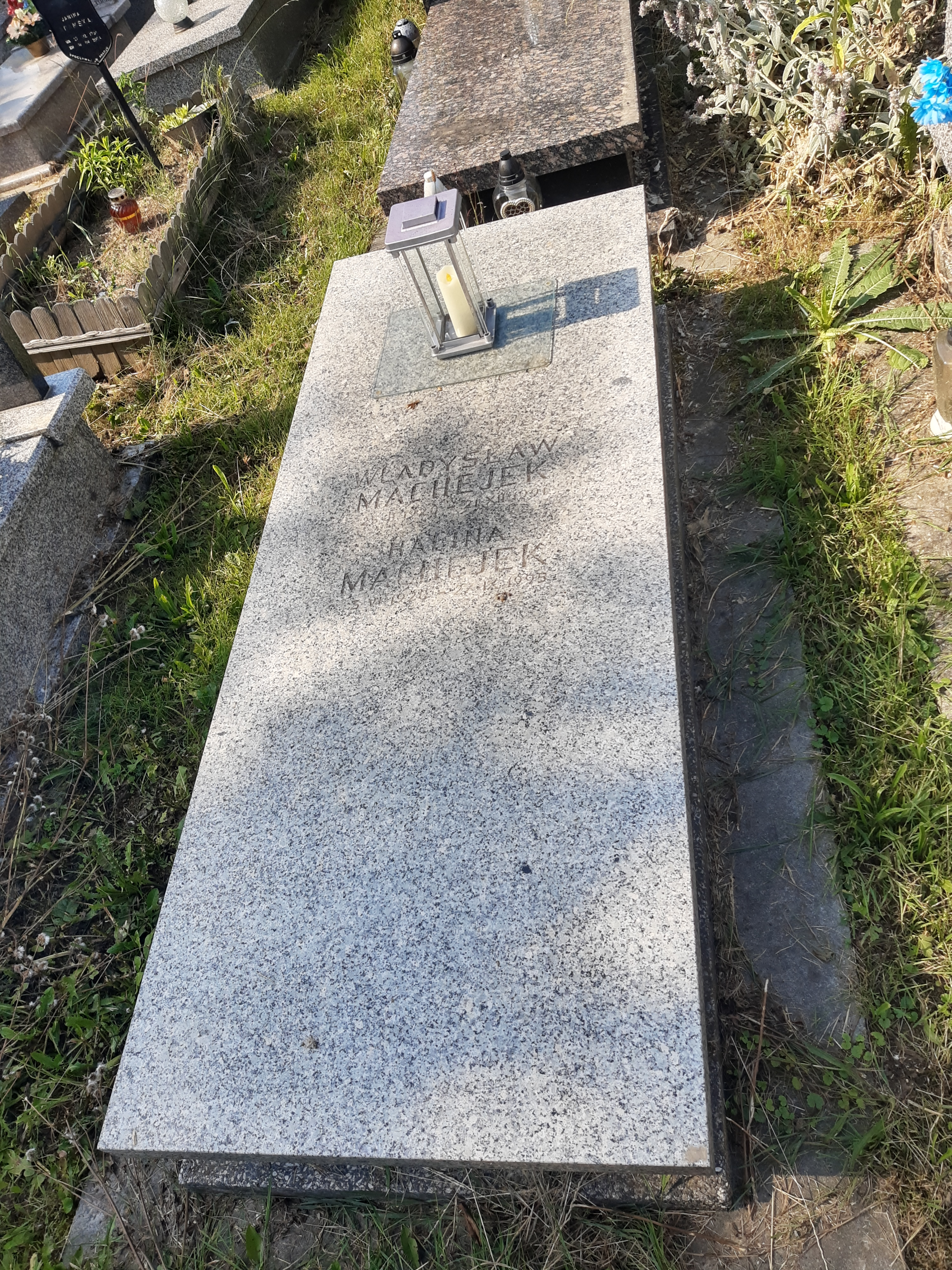
Grób Władysława Machejka na cmentarzu Prądnik Czerwony w Krakowie

## Tzw. machejkizm
Stanisław Barańczak jeden z esejów ze zbioru Książki najgorsze poświęcił analizie stylu i języka używanego przez Machejka. Ze względu na, jego zdaniem, swoistość stylu pisarskiego redaktora Machejka, Barańczak proponował określenie machejkizm (czasem także znany jako machejcyzm) na całokształt jego pisarskiej twórczości.
To właśnie stanowi o istocie machejkizmu: nic nie powiedzieć sugerując jednocześnie, że coś się wie albo że sprawa jest powszechnie znana i oczywista. [...] Bardziej typowe dla machejkizmu są większe całości zdaniowe, w których chłopsko-partyzancka pieprzność i dosadność zderza się z partyjno-urzędniczym brakiem logiki i pustym frazesem. Produktem końcowym jest bełkot, przy którego pomocy tworzy się pozór jakiejś aktywnej i samodzielnej interwencji publicystycznej w „określonych” sprawach, jednocześnie zaś nie mówi się nic określonego, co pozwala skutecznie uniknąć kłopotów. Zdania takie tworzą prozę, która przeznaczona jest przede wszystkim do zapełniania wyznaczonego miejsca w gazecie czy czasopiśmie; nie należy jej natomiast czytać, a już zwłaszcza – wgłębiać się w nią i próbować zrozumieć, o co chodzi i jakie jest stanowisko autora. Nie jest to nawet język ezopowy, wypowiedź dla wtajemniczonych, pisanie między wierszami: jest to raczej język, którego ideał stanowi pustka znaczeniowa, zupełna asemantyczność – analizował i dowodził Barańczak.
W powieści Rano przeszedł huragan autor zawarł fragmenty rzekomego dziennika Józefa Kurasia, kilkakrotnie cytowane w różnych publikacjach jako autentyczne, np. Strach. Antysemityzm w Polsce tuż po wojnie. Historia moralnej zapaści.

## Twórczość
- Chłopcy z lasu (1950)
- Dzisiejsi chłopi (tom 1–2, 1953–1954)
- Rano przeszedł huragan (1955)
- Raport nie będzie wysłany (1959)
- Spiskowcy (1961)
- Niespokojny człowiek (1964)
- Partyzant sługa boży (1970)
- Czekam na słowo ostatnie (tom 1–4, 1975)
- Zawytka (1972)[9]
- Żydowski pies (1985)

## Ordery, odznaczenia i nagrody
- Krzyż Komandorski z Gwiazdą Orderu Odrodzenia Polski[10]
- Krzyż Srebrny Virtuti Militari
- Order Sztandaru Pracy I klasy
- Order Sztandaru Pracy II klasy
- Order Krzyża Grunwaldu
- Krzyż Oficerski Orderu Odrodzenia Polski (1954)[11]
- Krzyż Kawalerski Orderu Odrodzenia Polski
- Srebrny Krzyż Zasługi
- Krzyż Partyzancki
- Medal 10-lecia Polski Ludowej (1955)[12]
- Brązowy Medal „Za zasługi dla obronności kraju” (1966)[13]
- Odznaka Grunwaldzka
- Odznaka 1000-lecia Państwa Polskiego (1966)[14]
- Odznaka „Budowniczy Nowej Huty” (1972)[15]
- Medal „Za upowszechnianie marksizmu-leninizmu” (nadany przez Komitet Krakowski PZPR, 1978)[16]
- Nagroda „Miesięcznika Literackiego” (1970) za książkę Poselskie potyczki (Wydawnictwo Literackie)[17]
- Nagroda indywidualna „Trybuny Ludu” (1978)[18]